# Vlag van Gooik
De vlag van Gooik bestaat uit drie zwarte hamers op een witte achtergrond, gelijk aan het ontwerp van het wapenschild van de adellijke familie De Gottignies. De drie hamers staan centraal in Gooik.
De vlag werd door de gemeenteraad op 16 april 1984 officieel vastgesteld. Op 3 december 1984 werd hij door het Bestuur van Vlaanderen bevestigd en uiteindelijk gepubliceerd op 8 juli 1986 in het officiële Belgisch Staatsblad.
Officieel wordt de vlag beschreven als:
Wit met drie zwarte hellende klophamers.

## Ontstaan en geschiedenis
Tijdens de zoektocht naar een vlag en logo voor de gemeente Gooik in 1975, werd er gezocht naar families of personen die een grote belangstelling hadden in de gemeente. Tijdens deze zoektocht kwam de familie De Gottignies naar voor, meer bepaald de "laatste heer" van Gooik baron Lancelot Ignace Jozef de Gottignies. In de 18de eeuw (sinds 1725) werd de gemeente bestuurd door de familie de Gottignies. Het wapenschild van de familie was de drie hamers. Hoe deze familie aan het wapenschild komen is niet helemaal zeker. Gedacht wordt dat deze familie hun welstand hebben verworven door steenkap en dat daarom hun wapenschild bestaat uit drie steenhamers.  Overigens voert de familie D'Udekem d'Acoz, die Mathilde aan het koningshuis 'leverde', dezelfde 3 hamers in het familiewapen. In 1786 stierf baron Lancelot Ignace de Gottignies, de laatste heer van Gooik (vroegere schrijfwijze Goyck), en nam noodgedwongen zijn wapenschild met drie zilveren hamers mee in zijn graf, aangezien hij kinderloos was en dus geen opvolgers had.
In 1984 koos de gemeente Gooik ervoor om deze hamers op te nemen in het gemeentewapen.  De grafische uitwerking van de vlag gebeurde door de Heemkundige kring en werd op 16 september 1985 overhandigd aan de gemeenteraad. Toenmalig minister van Cultuur Karel Poma keurde het ontwerp van de vlag en het wapenschild goed.
In 2004 werd een sculptuur in Gooik ontworpen met de 3 hamers als onderwerp.
In 2025 is Gooik samen met Galmaarden en Herne opgegaan in de gemeente Pajottegem. De vlag is daardoor als gemeentevlag komen te vervallen.

## Galerij

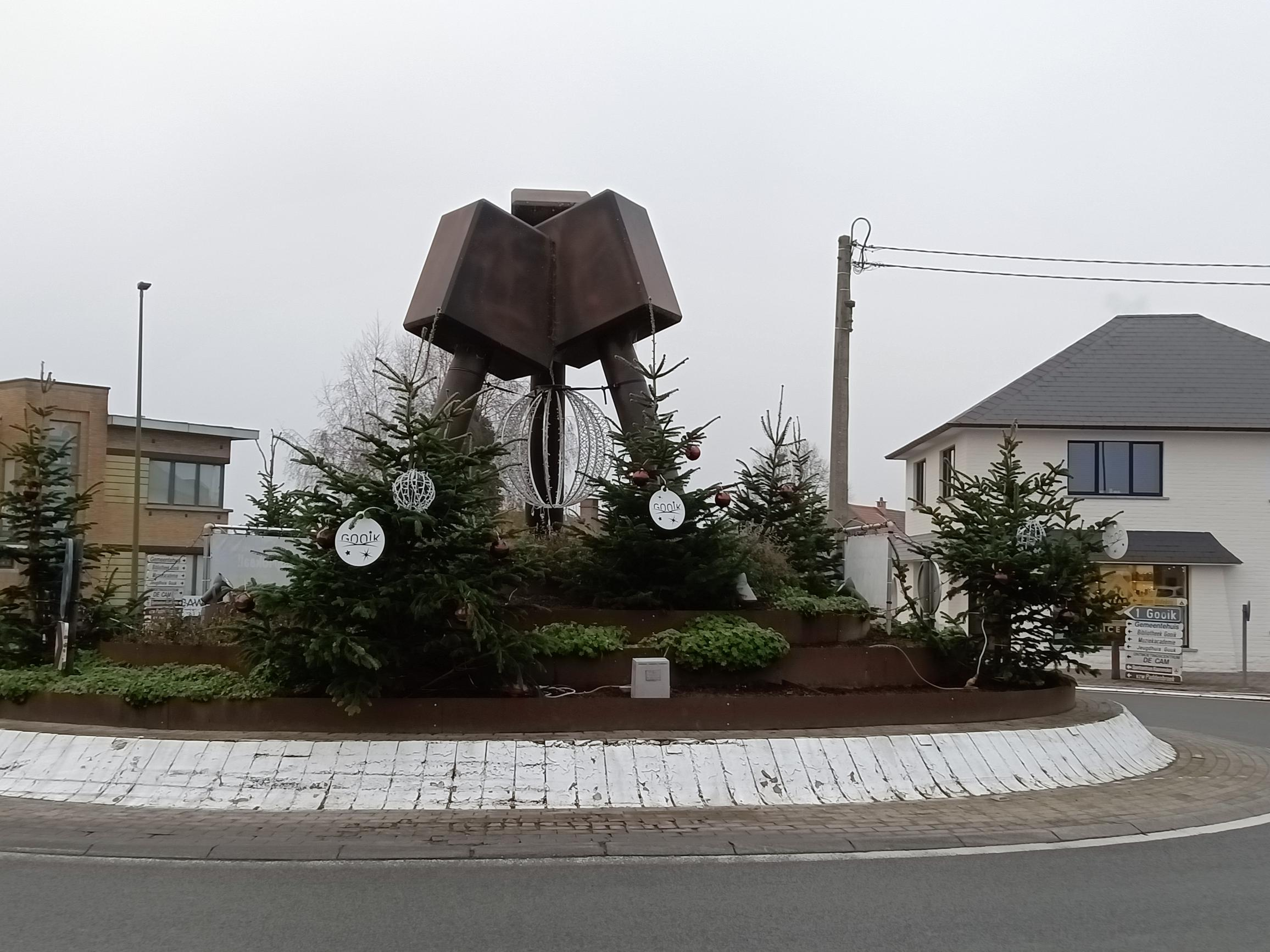
Monument De Drie Hamers waar de hamers is ontleend op de gemeentevlag.
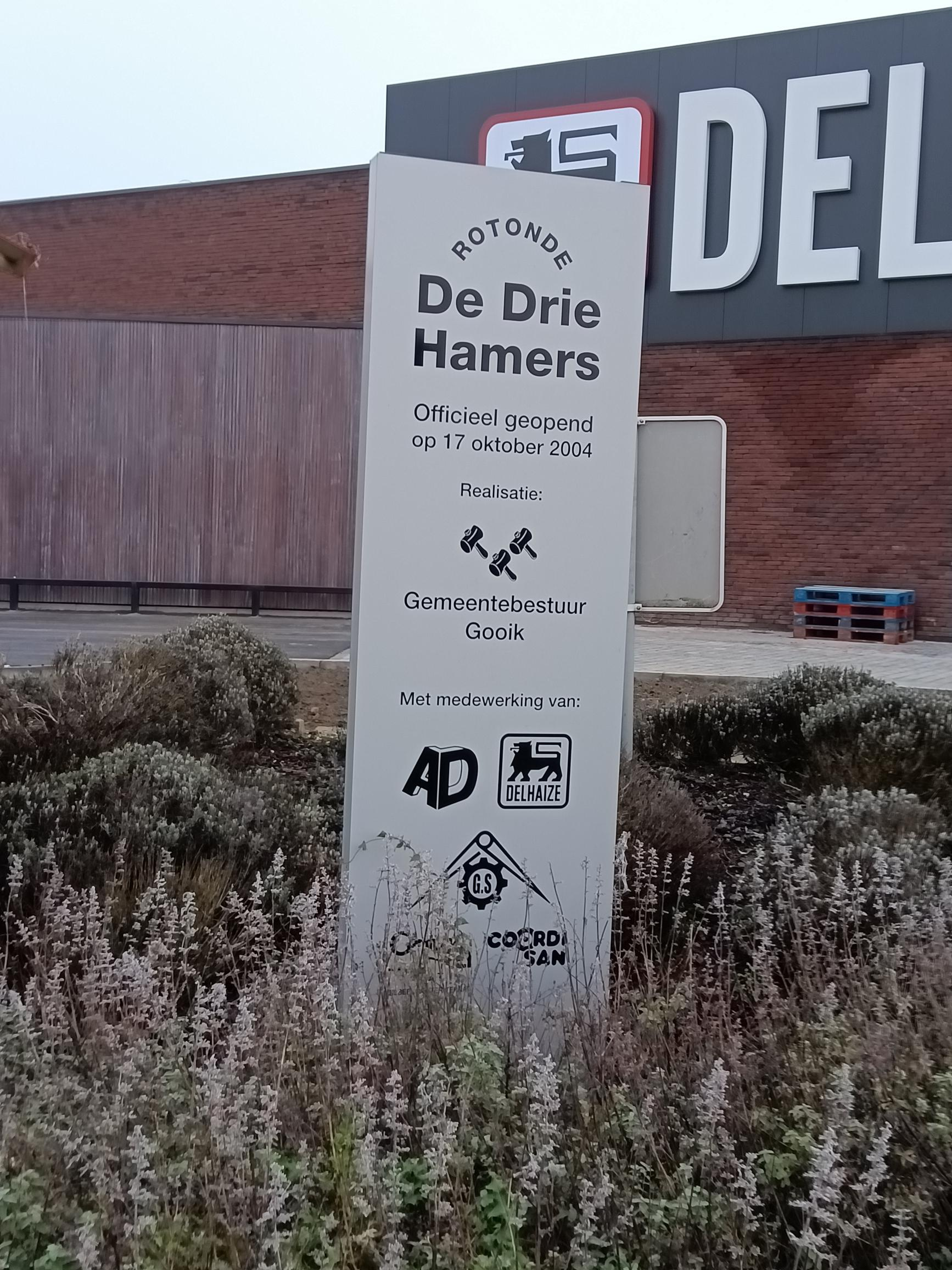
Bord met uitleg over de inhuldiging van het monument
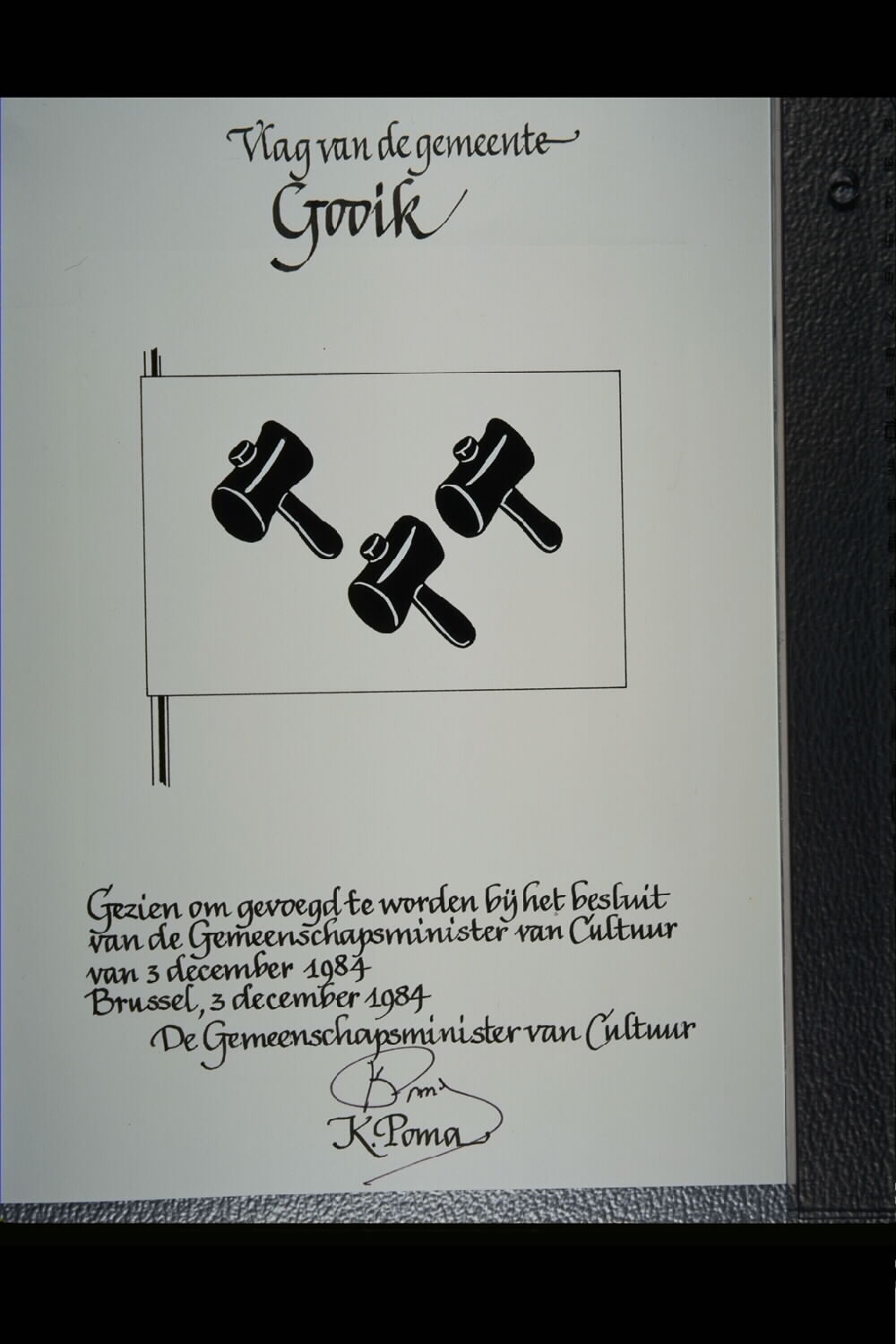
Verklaring tot status roerend erfgoed, getekend door Karel Poma